# John Richard Keating
John Richard Keating (ur. 20 lipca 1934 w Chicago, zm. 22 marca 1998 w Rzymie) – amerykański duchowny katolicki, biskup diecezjalny Arlingtonu od 1983 do swojej śmierci w 1998 roku.
Święcenia kapłańskie otrzymał 20 grudnia 1958
7 lipca 1983 papież Jan Paweł II mianował go ordynariuszem diecezji Arlingtonu. Sakry udzielił mu 4 października 1983 arcybiskup Pio Laghi.